# Stazione di Cotilia
Stazione di Cotilia vasútállomás Olaszországban, Cittaducale település Cotilia frazionéjában.

## Vasútvonalak
Az állomást az alábbi vasútvonalak érintik:
- Terni–Sulmona-vasútvonal

## Kapcsolódó állomások
A vasútállomáshoz az alábbi állomások vannak a legközelebb:
- Stazione di Sorgenti del Peschiera
- Stazione di Cittaducale